# Ruminococcus schinkii
Ruminococcus schinkii è una specie di batterio appartenente alla famiglia delle Lachnospiraceae.